# Taenaris concolor
Taenaris concolor är en fjärilsart som beskrevs av Gustaaf Hulstaert 1925. Taenaris concolor ingår i släktet Taenaris och familjen praktfjärilar. Inga underarter finns listade i Catalogue of Life.